# Dueti 1988–2005
Dueti 1988-2005 – kompilacja zespołu Hari Mata Hari. Została wydana w 2006 roku.

## Tytuły piosenek
1. „Kad odeš ti” (Hari Varešanović & Elvira Rahić)
2. „Sedamnaest ti je godina” (Hari Varešanović & Tajči)
3. „Pazi šta radiš” (Hari Varešanović & Tajči)
4. „Ja ne pijem” (Hari Varešanović & Haris Džinović)
5. „Poletjela golubica” (Hari Varešanović & Halid Bešlić)
6. „U ludnici” (Hari Varešanović & Osman Hadžić)
7. „Crni snijeg” (Hari Varešanović & Hanka Paldum)
8. „Sad znam fol” (Hari Varešanović & Ramče)
9. „Ja imam te, a k'o da nemam te” (Hari Varešanović & Dragana Mirković)
10. „Navodno” (Hari Varešanović & Ivana Banfić)
11. „Zakon jačega” (Hari Varešanović & Kemal Monteno)
12. „Dajte vina, hoću lom” (Hari Varešanović & Haris Džinović)
13. „Bembaša” (Hari Varešanović & Safet Isović)

## Członkowie zespołu

### Hari Mata Hari
- Hajrudin Varešanović - wokal
- Izo Kolećić - perkusja
- Karlo Martinović - gitara solo
- Nihad Voloder - gitara basowa